# Mesochorus incultus
Mesochorus incultus là một loài tò vò trong họ Ichneumonidae.